# VTV Cup 2016
Giải bóng chuyền nữ quốc tế VTV Cup 2016 là giải đấu lần thứ 13 với sự phối hợp tổ chức của Liên đoàn bóng chuyền Việt Nam và Đài truyền hình Việt Nam. Giải đấu được tổ chức tại Việt Nam.

## Các đội tham dự
- ĐTQG Việt Nam
- CLB Supreme Chonburi (Thái Lan)
- Tô Châu - Giang Tô (Trung Quốc)
- Tuyển trẻ Trung Quốc
- ĐTQG Indonesia
- CLB Nagasaki (Nhật Bản)

## Vòng bảng

#### Kết quả
| Ngày | Thời gian |                  | Điểm |                      | Set 1 | Set 2 | Set 3 | Set 4 | Set 5 | Tổng  | Nguồn |
| ---- | --------- | ---------------- | ---- | -------------------- | ----- | ----- | ----- | ----- | ----- | ----- | ----- |
| 8/10 |           | Supreme Chonburi | 3–0  | Tuyển trẻ Trung Quốc | 25-18 | 25-12 | 25-12 |       |       | 75-42 |       |
| 8/10 |           | Nagasaki         | 0-3  | Indonesia            | 8-25  | 20-25 | 18-25 |       |       | 46-75 |       |
| 8/10 |           | Việt Nam         | 3—0  | Tô Châu              | 25-12 | 25-7  | 25-21 |       |       | 75-40 |       |

## Thống kê
KẾT QUẢ CHUNG CUỘC:
🥇 CLB Supreme Chonburi (Thái Lan)
🥈 ĐTQG Việt Nam
🥉 ĐTQG Indonesia
4.Tuyển trẻ Trung Quốc
5. CLB Nagasaki (Nhật Bản)
6.Tô Châu- Giang Tô (Trung Quốc)
DANH HIỆU CÁ NHÂN:
Chủ công xuất sắc nhất (Best OH):
Trần Thị Thanh Thúy 🇻🇳(Việt Nam)
Willavan Apinyanong 🇹🇭(Supreme Chonburi)
Phụ công xuất sắc nhất (Best MB):
Lê Thanh Thúy 🇻🇳(Việt Nam)
Mann Chloe 🇹🇭(Supreme Chonburi)
Đối chuyền xuất sắc nhất (Best OP):
Diouck Niane 🇹🇭(Supreme Chonburi)
Chuyền 2 xuất sắc nhất (Best Setter):
Phomla Soraya 🇹🇭(Supreme Chonburi)
Libero xuất sắc nhất (Best Libero):
Nguyễn Thị Kim Liên 🇻🇳(Việt Nam)
VĐV xuất sắc toàn diện (MVP):

April Maganang 🇮🇩(Indonesia)